# دارين كارينغتون
دارين كارينغتون (بالإنجليزية: Darren Carrington)‏ هو لاعب كرة قدم أمريكية أمريكي، ولد في 10 أكتوبر 1966 في ذا برونكس في الولايات المتحدة.

## وصلات خارجية
- دارين كارينغتون على موقع مرجع كرة القدم المحترفة.كوم (الإنجليزية)